# Streptobacillus moniliformis

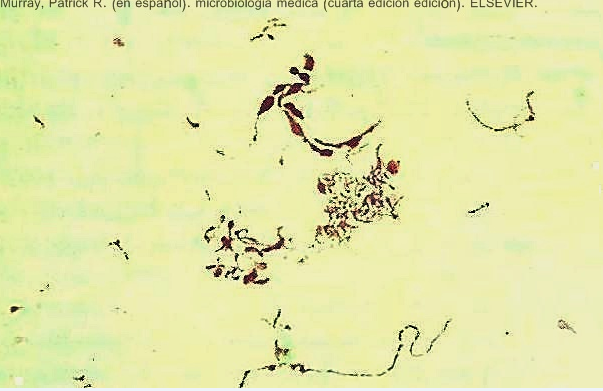
Streptobacillus moniliformis

Streptobacillus moniliformis est une bactérie habituellement retrouvée dans la cavité buccale et les voies respiratoires supérieures du rat, cependant elle peut se comporter comme un pathogène opportuniste chez son hôte. Chez l’humain cette bactérie est responsable de la streptobacillose ou fièvre de Haverhill.

## Description
Streptobacillus moniliformis est un bacille à gram négatif de 0,1 à 0,7 µm de diamètre et 1 à 5 µm de longueur. De morphologie variable, il peut présenter un renflement central. Immobile, cette bactérie se regroupe souvent en chaînes et en filaments.

## Habitat
Streptobacillus moniliformis est une bactérie commensale du rat. Il est isolé du rhinopharynx, du pharynx, de la trachée et de l’oreille moyenne. 10 à 100 % des rats sont porteurs sains de ce germe (le taux de portage varie selon les auteurs du fait de la difficulté à l’isoler). Cependant, il peut se comporter comme un pathogène opportuniste et est alors responsable d’otites moyennes, de conjonctivites, de pneumonies en association avec des pasteurelles ou des mycoplasmes.

## Caractéristiques phénotypiques
S. moniliformis est une bactérie catalase, oxydase, indole et uréase négatif. Aéro-anaérobie facultatif (type énergétique), elle ne peut pas utiliser l’azote comme accepteur final d’électrons. Elle fermente une large gamme de glucides et d’alcools (production d’acides mais pas de gaz) cependant, la fermentation du fructose, du maltose, du mannose, de la salicine du lactose, du saccharose, du tréhalose et du xylose est variable selon le support utilisé. La phosphatase alcaline, la phosphatase acide, plusieurs estérases ainsi que la chymotrypsine montrent des résultats positifs (sur API ZYM). Le profil en acides gras de S. moniliformis montre la présence d’acide tétradécanoïque (C14 :0), d’acide palmitique (C16 :0), d’acide stéarique (C18 :0), d’acide oléique (C18 :1) et d’acide linoléique (C18 :2)

## Mode de culture
La culture de S. moniliformis est fastidieuse : elle nécessite un environnement humide ou l’utilisation de géloses semi-molles additionnées de sérum, d’ascite ou de sang. L’atmosphère enrichie en CO2 ou micro-aérophile ainsi qu’une température optimale de 35 – 37 °C permet d’obtenir des colonies de 1 à 2 mm après 3 jours d’incubation. Les colonies sont alors convexes, grisâtres, lisses, circulaires et en général non hémolytiques.
Des formes variantes L (considérées comme non pathogènes) apparaissent spontanément au cours de la culture et forment des colonies plus petites avec un centre dense qui pénètre dans la gélose et donne l’effet typique des colonies en œuf sur le plat.
En culture dans un bouillon enrichi en sérum, on voit apparaitre soit un sédiment floconneux blanc ressemblant à un fragment de coton, soit des granules blanchâtres le long de la paroi et au fond du tube. Dans les deux cas, le surnageant reste limpide.
Dans les milieux de culture, la survie du germe est brève et les repiquages doivent être fréquents : toutes les 24 h pour les bouillons et tous les 3 jours pour les géloses. Les cultures peuvent être conservées durant une semaine à +4 °C tout en restant viables mais le meilleur moyen de conserver ces souches est la lyophilisation

## La streptobacillose
La streptobacillose est une zoonose due à Streptobacillus moniliformis transmise à l'humain par des morsures ou des égratignures de rats.

## Sources
- http://www.bacterio.cict.fr/bacdico/ss/moniliformis.html
- http://www.phac-aspc.gc.ca/msds-ftss/msds144f-fra.php
- « http://ethique.ipbs.fr/sdv/haverill.pdf »(Archive.org • Wikiwix • Archive.is • Google • Que faire ?)
- Veterinary Microbiology 133 (2009) p 211 - 228 "Rat bite fever" Wim Gaastra, Ron Boot, Hoa T.K. Ho, Len J.A. Lipman